# Carrefour Hôpital
Le Carrefour Hôpital est un triple carrefour et le point de croisement le plus fréquenté de Yagoua au Cameroun et du Tchad[pas clair].

## Histoire et origine du nom
Le carrefour tire son nom de l'hôpital régional de Yagoua proche.

### Situation, voies principales et accès
Le carrefour est traversé par la nationale n°12 (RN12) qui relie l'entrée Ouest de la ville de Yagoua à la sortie Est de la même ville en direction de Bongor au Tchad.

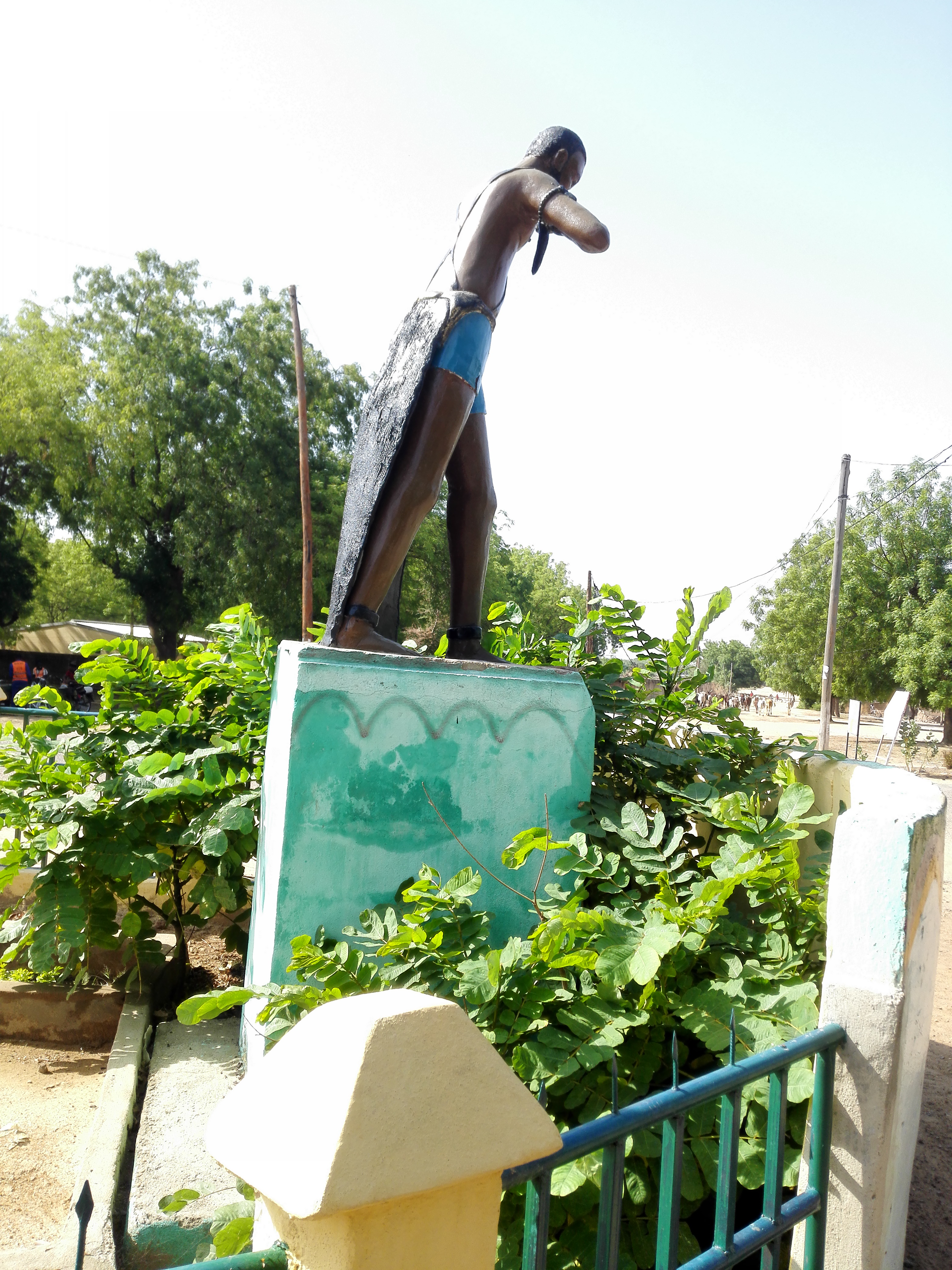
Autre vue de la Sculpture Carrefour Hôpital à Yagoua.

### Transports en commun
Le carrefour est un point de départ des biens et personnes soit pour d'autres villes du Cameroun soit pour le Tchad. Il est également le point d'entrée en provenance des autres villes du Cameroun pour la ville de Yagoua.